# Friedrich Wilhelm Rust
Friedrich Wilhelm Rust (ur. 6 lipca 1739 w Wörlitz, zm. 28 lutego 1796 w Dessau) – niemiecki kompozytor.

## Życiorys
Był synem skrzypka Johanna Ludwiga Antona Rusta. Uzdolnienia muzyczne przejawiał już jako dziecko. Ukończył szkołę powszechną w Gröbzig i gimnazjum luterańskie w Cöthen. W latach 1758–1762 studiował prawo na uniwersytecie w Halle, jednocześnie pobierał lekcje muzyki u Wilhelma Friedemanna Bacha. Następnie trafił na dwór księcia Leopolda III von Anhalt-Dessau, studiując w Zerbst u Carla Höckha. Od 1763 do 1764 roku przebywał w Poczdamie, gdzie był uczniem Franza Bendy (skrzypce) i C.P.E. Bacha (gra na instrumentach klawiszowych). W latach 1765–1766 odbył podróż do Włoch, następnie powrócił na dwór księcia Leopolda III. W 1775 roku otrzymał tytuł nadwornego dyrektora muzycznego. Organizował cykle publicznych koncertów, założył także teatr muzyczny.
Jego dorobek kompozytorski obejmuje sześć oper, osiem kantat, ponad 100 pieśni, sonaty na dwa instrumenty oraz sonaty na instrumenty klawiszowe, kwartety, tria, wariacje.